# 107074 Ansonsylva
Ansonsylva (asteróide 107074) é um asteróide da cintura principal, a 1,8958646 UA. Possui uma excentricidade de 0,126789 e um período orbital de 1 168,5 dias (3,2 anos).
Ansonsylva tem uma velocidade orbital média de 20,21383429 km/s e uma inclinação de 2,45661º.
Este asteróide foi descoberto em 14 de Janeiro de 2001 por NEAT.